# Ahmad Massoud

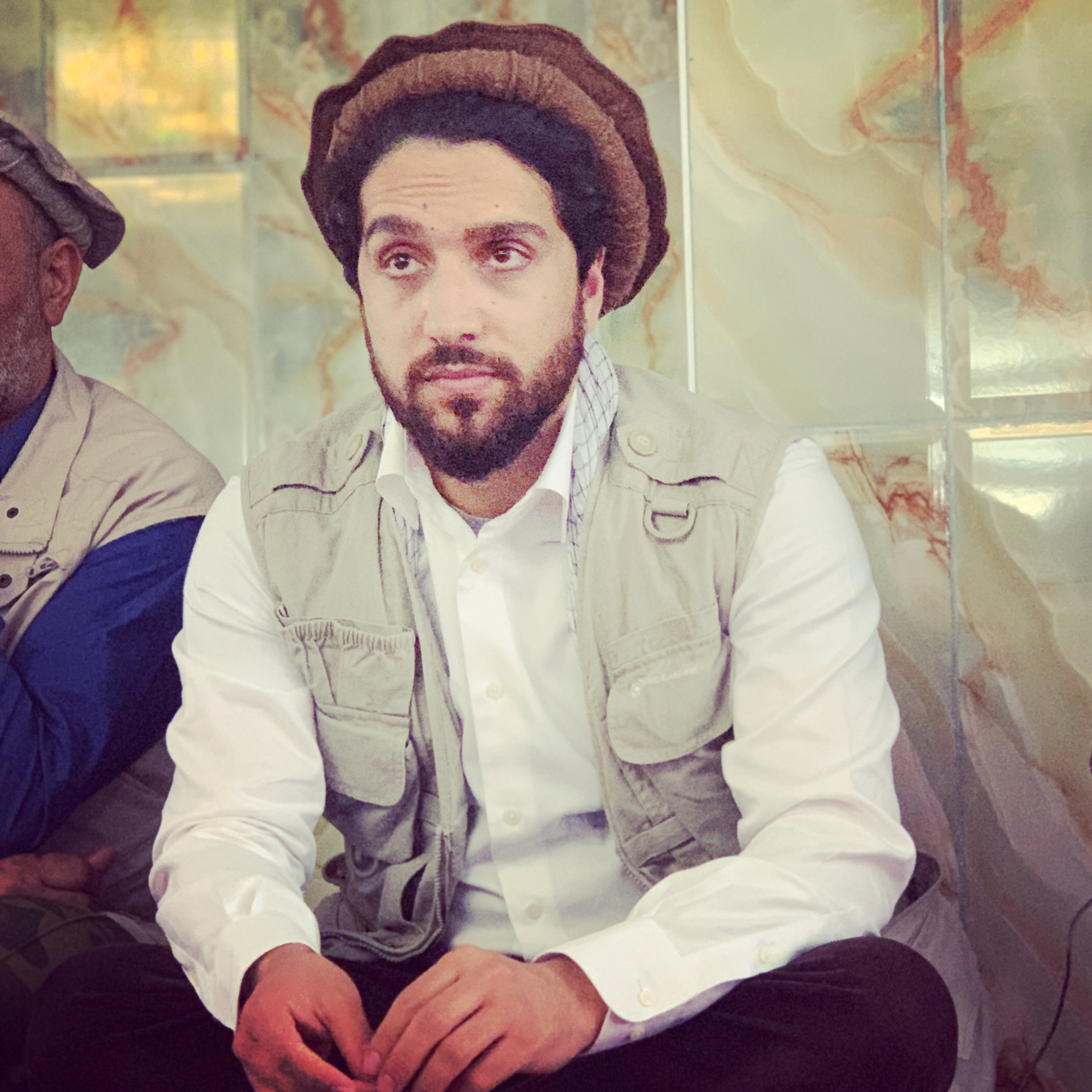
Ahmad Massoud im Juli 2019

Ahmad Massoud (* 10. Juli 1989) ist ein afghanischer Politiker und Militär. Er ist Vorsitzender der Massoud-Stiftung, die im Namen seines Vaters Ahmad Schah Massoud kulturelle und soziale Zwecke verfolgt. Im Jahr 2019 trat Ahmad Massoud in die Politik seines Landes ein, indem er sich im Pandschschir-Tal am Mausoleum seines Vaters öffentlich gegen die Taliban positionierte. In der Folge der Machtübernahme der Taliban in Kabul im August 2021 sammelte er Kämpfer im Pandschschir-Tal und rief die Afghanen zum Widerstand auf (Pandschschir-Widerstand). Nach der Machtübernahme der Taliban in Pandschschir wenige Wochen später am 6. September 2021 flüchtete Massoud nach Tadschikistan. In einem Interview mit Mark von Lüpke in T-Online äußerte er im Exil, der Abzug der westlichen Truppen sei eine Katastrophe gewesen.

## Herkunft und Ausbildung
Ahmad Massoud ist der Sohn des afghanischen Nationalhelden Ahmad Schah Massoud und dessen Frau Sediqa. Als solcher ist er ethnischer Tadschike. Nach der Ermordung seines Vaters zog die Mutter mit Ahmad und seinen fünf Schwestern in den Iran, wo Massoud die Schule besuchte. Danach verbrachte er ein Jahr in der Royal Military Academy Sandhurst. In der Folge erwarb er einen Bachelor-Abschluss in War Studies am King’s College und einen Master in Internationaler Politik der City, University of London.
Der ehemalige Vizepräsident Afghanistans, Ahmad Zia Massoud, ist sein Onkel.

## Als Führer im Pandschschir-Tal
Im Frühjahr 2021 warnte er, dass ein überhasteter Abzug der Alliierten zu einem erneuten Bürgerkrieg führen werde. Das Abkommen zwischen der amerikanischen Regierung und den Taliban bewertete er als Fehler, da es die afghanische Regierung nicht mit eingebunden habe. Zwar müsse man mit den Taliban sprechen und mit ihnen Frieden schließen, aber die Taliban müssten zunächst Demokratie und Frauenrechte achten.
Nach der Übernahme Kabuls durch die Taliban im August 2021 sammelte er zusammen mit dem damaligen Vizepremier Amrullah Saleh Truppen im Pandschir-Tal, um von dort aus den Widerstand gegen die Taliban zu organisieren. In einem Beitrag für die Washington Post bat er die internationale Gemeinschaft um Unterstützung für den Kampf um die Freiheit des afghanischen Volkes. Gleichzeitig traten Unterhändler der Taliban in Verhandlungen mit ihm.
Nach eigenen Angaben der Taliban wurde Pandschir am 6. September 2021 eingenommen. Daraufhin rief Massoud erneut zum Widerstand auf. Medienberichten zufolge flüchtete Massoud zusammen mit Saleh aus dem Land ins benachbarte Tadschikistan.